# Karl Schmückle (Politiker)

Karl Schmückle

Karl Schmückle (* 15. Mai 1895 in Stuttgart; † 3. April 1970 in Heidenheim an der Brenz) war ein deutscher Politiker (NSDAP).

## Leben und Wirken
Nach dem Besuch der Mittelschule wurde Karl Schmückle von 1910 bis 1914 an der Unteroffizierschule ausgebildet. 1914 wurde er dem Infanterieregiment 121, Alt-Württemberg, zugeteilt, mit dem er ab 1914 am Ersten Weltkrieg teilnahm und vor allem in Frankreich kämpfte. Ab 1915 war Schmückle Flugzeugführer beim Kampfgeschwader 3; später wechselte er zum Jagdgeschwader 2. Nach Kriegsende gehörte er dem Freikorps unter Otto Haas an, mit dem er sich an der Niederschlagung der Münchner Räterepublik beteiligte. 1921 erfolgte die Verabschiedung aus der Armee im Rang eines Leutnants. Zu den Auszeichnungen, auf die er zu diesem Zeitpunkt zurückschauen konnte, zählten das Eiserne Kreuz beider Klassen, die Goldene Tapferkeitsmedaille, die Silberne Verdienstmedaille, die Friedrich-August-Medaille, die Militär-Verdienstmedaille, das Verwundetenabzeichen, Flugzeugführerabzeichen und Ehrenbecher „Sieger im Luftkampf“. Ab 1925 gehörte Schmückle der Thüringischen Schutzpolizei an. Er besuchte die Höhere Polizeischule; 1932 schied er im Rang eines Hauptmanns aus. 
Am 1. Februar 1930 trat Schmückle in Jena der NSDAP (Mitgliedsnummer 190.193) bei. Schmückle war Gründer der NS-Polizeifachschaften. Ab September 1932 leitete er ein Arbeitsdienstlager am Ellenbogen in der Rhön.
Nach der Machtübertragung an die Nationalsozialisten war Schmückle ab April 1933 Landeskommissar für den Freiwilligen Arbeitsdienst in Thüringen. Von Oktober 1933 bis September 1941 amtierte er als Führer des Arbeitsgau XXIII „Thüringen“ mit Sitz in Weimar. Von 1934 bis September 1941 gehörte Schmückle als Gauamtsleiter der NSDAP-Gauleitung für Thüringen an. 1935 erfolgte seine Ernennung zum Thüringischen Staatsrat. Im Reichsarbeitsdienst (RAD) hatte er ab Dezember 1935 den Rang eines Generalarbeitsführers inne. Von März 1936 bis zum Ende der NS-Herrschaft im Frühjahr 1945 saß Schmückle als Abgeordneter im nationalsozialistischen Reichstag, in dem er den Wahlkreis 12 (Thüringen) vertrat. 
Nach dem deutschen Angriff im Westen war Schmückle zwischen 1940 und 1942 Höherer RAD-Führer beim Luftgaukommando XII, das für den Westen Frankreichs zuständig war. Ab Dezember 1942 war er Führer des Arbeitsgaus XXX „Bayern-Hochland“ mit Sitz in München. Schmückle wurde zuletzt am 20. April 1945 zum Obergeneralarbeitsführer befördert.
Bei Kriegsende wurde Schmückle im Mai 1945 von amerikanischen Truppen in Mittersill in Österreich gefangen genommen und gemäß dem automatischen Arrest interniert. Nach seiner Freilassung im Juni 1947 lebte er als Kaufmann anfänglich in Sonthofen, ab 1956 in Fischen im Allgäu.
Am 1. Juni 1945 veranlasste eine Verordnung der Militärregierung für den Kreis Saalfeld die Umbenennung der „Karl-Schmückle-Straße“ in Pößneck in „Am Teichrasen“.